# 639 Latona
639 Latona eller 1907 ZT är en asteroid i huvudbältet, som upptäcktes 19 juli 1907 av den tyske astronomen Karl J. Lohnert i Heidelberg. Den är uppkallad efter Leto i den grekiska mytologin.
Asteroiden har en diameter på ungefär 78 kilometer och tillhör asteroidgruppen Eos.